# Форче
Форче (італ. Force) — муніципалітет в Італії, у регіоні Марке,  провінція Асколі-Пічено.
Форче розташоване на відстані близько 145 км на північний схід від Рима, 75 км на південь від Анкони, 14 км на північний захід від Асколі-Пічено.
Населення — 1356 осіб (2014).

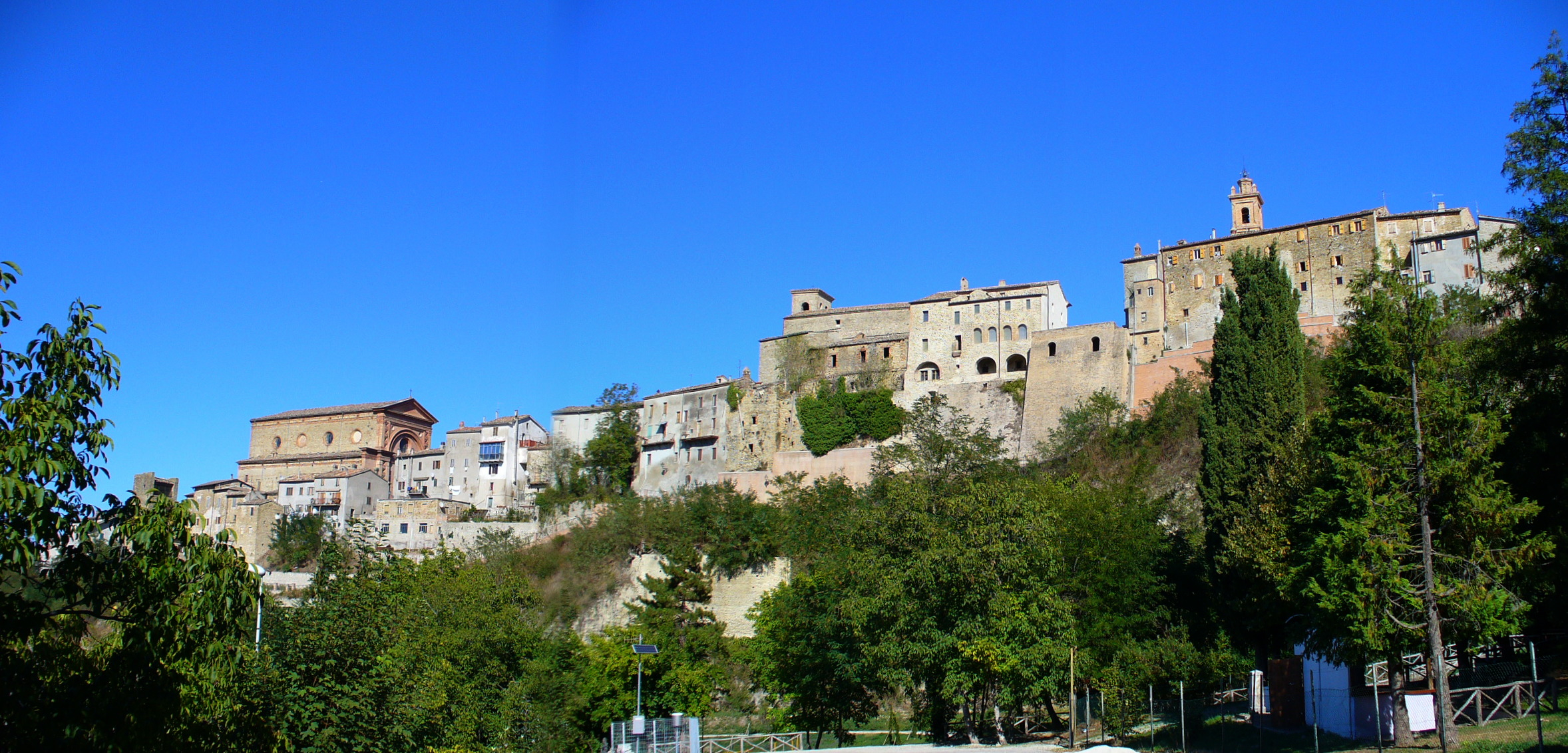

Щорічний фестиваль відбувається 25 січня. Покровитель — Conversione di San Paolo Apostolo.

## Демографія
Населення за роками:

Станом на 1 січня 2023 року в муніципалітеті офіційно проживало 70 іноземців з 13 країн, серед них 11 громадян країн Євросоюзу та 2 громадяни України.

## Сусідні муніципалітети
- Комунанца
- Монтефальконе-Аппенніно
- Монтельпаро
- Пальм'яно
- Ротелла
- Санта-Вітторія-ін-Матенано
- Венаротта